# Radio France
A Radio France é uma sociedade de serviço público, criada pelo estado francês em 1 de janeiro de 1975 que gere as estações da rádio pública da França metropolitana assim como várias formações musicais.

## História
Radio France é o resultado da supressão do Office de Radiodiffusion Télévision Française (ORTF) e que cria a própria Radio France, da qual fazem parte France Inter, France Info, France Culture, France Bleu e France Musique, e mais seis organismos autônomos: TF1, Antenne 2 e FR3, já existentes, e cria ainda a SFP, TDF e INA.
Em 1 de janeiro de 1983 a FR3 cessa de ser o operador dos 29 centros radiofônicos regionais, que são transferidos à Radio France, com exceção das 9 estações ultramarinas que fazem parte da Société de Radiodiffusion et de télévision Française pour l'Outre-mer (RFO).

Enquanto a Radio France internationale se transforma numa sociedade independente de Radio France em 1987, dez anos mais tarde aparece em Toulouse le Mouv, uma nova rádio inteiramente digital dedicada aos jovens, que integra Paris em 2010. France Bleu nasce da fusão das rádios locais e atualmente emite de três regiões diferentes, Maine, Toulouse e Saint-Étienne.

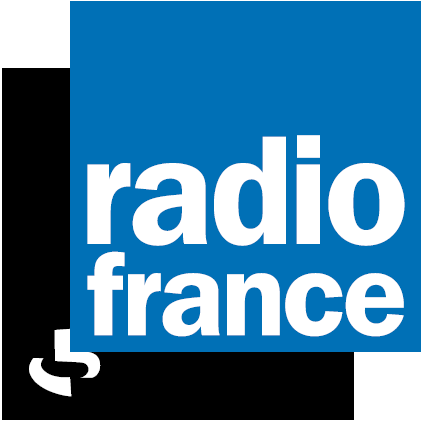
Logótipo da Radio France.

## Emissoras
- France Inter; radio generalista
- France Info; radio de informação em contínuo
- France Bleu; 44 rádios locais
- France Culture; radio cultural
- France Musique; radio de musica clássica e de jazz

## Ligações Externas
- [radiofrance.fr «Sítio oficial»] Verifique valor |url= (ajuda)
- «France Inter» (em francês)
- «France Info» (em francês)
- «France Bleu» (em francês)
- «France Culture» (em francês)
- «France Musique» (em francês)